# Гвінейська битва (1478)
Гвінейська битва — морська битва, що відбулася в Гвінейській затоці на заході Африки в 1478 році між флотом Португалії і флотом Кастилії під час Війни за кастильську спадщину. Вважається першою морською битвою в європейській колоніальній історії.
Результат битви під Гвінеєю вплинув на сприятливі для Португалії умови розподілу спірних з Кастилією островів та територій в Атлантиці в Алкасоваському договорі (1479), укладеному сторонами через рік після битви. Всі території, за винятком Канарських островів, залишалися під контролем Португалії: Азорські острови, архіпелаг Мадейра, острови Зеленого Мису (Кабо-Верде) і  Гвінея. Також підтверджувалось виключне право Португалії на завоювання марокканського королівства Фес. Португалія також отримала ексклюзивні права на всі землі, що були відкриті на момент підписання договору або будуть відкриті в майбутньому на південь від Канарських островів.

## Передумови
З 1475 року продовжувалась Війна за кастильську спадщину, в якій війська португальського короля Афонсу V протистояли армії католицьких королів Кастилії Фернандо і Ізабелли. Після невдалої для португальців битви під Торо в 1476 році суперництво перемістилось в Атлантику, де флоти обох держав сперечались за контроль над островами і нововідкритими землями в Гвінеї. Найбільш привабливою ціллю виглядала Ельміна — золотоносний регіон на території сучасної Гани, відкритий 1471 року португальськими морськими експедиціями, організованими купцем Фернаном Гомішем з Лісабона.
У 1478 році португальський принц Жуан II, якому з 1474 року його батько, король Португалії Афонсу V, доручав управління португальськими дослідженнями і заморською експансією, отримав звістку про те, що Ізабелла Кастильська та Фернандо Арагонський надіслали із Севільї до португальської торгової факторії Ельміна в районі Гвінейської затоки великий кастильський флот із тридцяти п'яти кораблів, на чолі з Педро де Ковідес з метою нападу на португальців і організації торгівлі з тубільцями. Жуан негайно організував підготовку флоту з одинадцяти кораблів на чолі з Хорхе Корреа і Мему Палья з метою перехоплення кастильської експедиції.

## Обставини битви
Коли португальський флот з одинадцяти кораблів прибув до Гвінейської затоки, кастильці вже близько двох місяців знаходились у цьому районі, здійснюючи торгівлю з тубільцями. Іспанці вимінювали в африканців золото за дешеві прикраси, старий одяг і латунні браслети, а також здійснювали рейди по вилову рабів на Гвінейському узбережжі.
Вранці португальський флот здійснив напад на кастильські кораблі, що стояли на якорі в гавані. Кастильці були захоплені зненацька несподіваною атакою і в підсумку вони були швидко і повністю розгромлені та змушені здатися португальцям, які без особливої шкоди для себе змогли захопити весь кастильський флот разом з великим вантажем золота.

## Наслідки

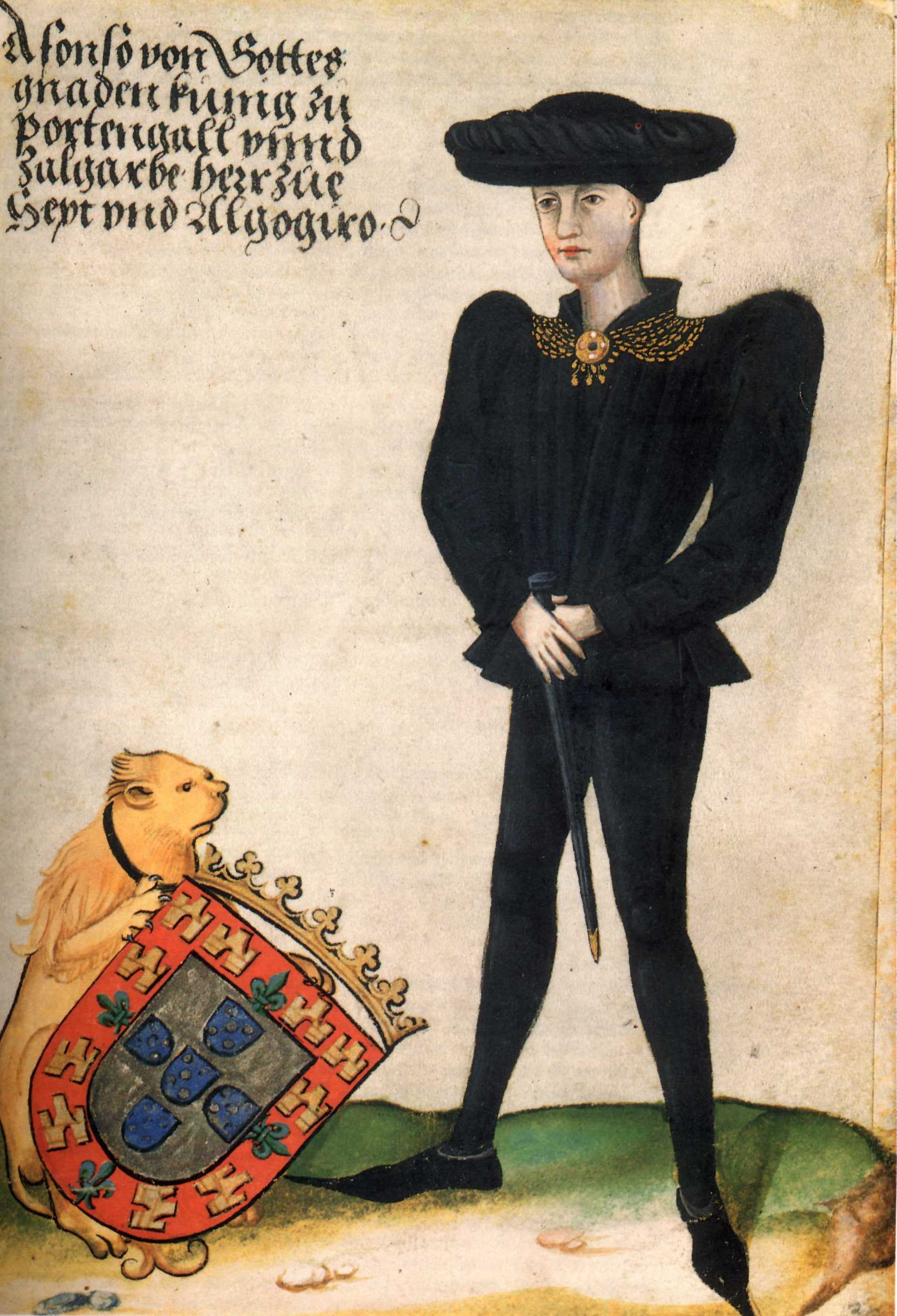
Картина XV століття Король Португалії Афонсу V

Захоплений кастильський флот був доставлений португальцями до Лісабона. Великої кількості золота, захопленого португальцями, вистачило для фінансування військової кампанії короля Афонсу V в Кастилії.
По закінченню війни португальці обміняли кастильських полонених з захопленого флоту на португальських полонених, захоплених у битві при Торо.
У наступному році між Португалією та Кастилією було підписано Алкасоваський договір, згідно якого португальський король Афонсу V відмовився від претензій на кастильський престол, визнавши католицьких монархів суверенами Кастилії та відмовився від своїх претензій на Канарські острови, тоді як королева Ізабелла I Кастильська визнала гегемонію Португалії в Атлантичному океані, підтвердивши її права на Мадейру, Азорські острови і острови Зеленого мису (Кабо-Верде), а також на:
"… землі відкриті і що будуть відкриті, знайдені і що будуть знайдені … і всі острови вже відкриті і що будуть відкриті, а також будь-які інші острови, які можуть бути знайдені і завойовані за Канарськими островами в напрямку Гвінеї. . . "